# Szmokotówka
Szmokotówka – część wsi Hola w Polsce, położona w województwie lubelskim, w powiecie włodawskim, w gminie Stary Brus.
W latach 1975–1998 Szmokotówka administracyjnie należała do województwa chełmskiego.